# Beinn Alligin
Der Beinn Alligin (Gälisch für Berg der Schönheit oder Edelsteingeschmückter Berg) ist ein bis zu 986 Meter hohes Bergmassiv in den schottischen Highlands. Er liegt nordwestlich von Torridon in den Torridon Hills in der Council Area Highland an der schottischen Westküste. Zwei der Gipfel des Beinn Alligin, der Tom na Gruagaich mit 922 Meter Höhe am südlichen Ende des Massivs und der 986 Meter hohe, in der Mitte des Massivs liegende Sgùrr Mhòr sind als Munro eingestuft, der Tom na Gruagaich allerdings erst seit 1997.
Der Beinn Alligin ist ein halbkreisförmiges, sich nach Süden öffnendes Massiv, das sich steil über dem umschlossenen Corrie erhebt. Wie der benachbarte Liathach besteht der Beinn Alligin aus torridonischem Sandstein auf einem Unterbau aus Gneis. Der Tom na Gruagaich als südlichster Gipfel des Massivs läuft über breite Hänge nach Süden und Westen aus, hier besteht auch der leichteste Zustieg durch das Coir nan Laogh, ein in den Südhang eingeschnittenes steiles Kar. Zwischen dem Tom na Gruagaich und dem Sgùrr Mhòr als höchsten Punkt des Massivs liegt ein breiter, tief eingeschnittener Sattel. An den Sgùrr Mhòr schließen sich nach Osten die Horns of Alligin an, ein aus mehreren Gipfeln bestehender steiler Grat. Durch ein tiefes Tal ist das Massiv vom östlich benachbarten Liathach getrennt.

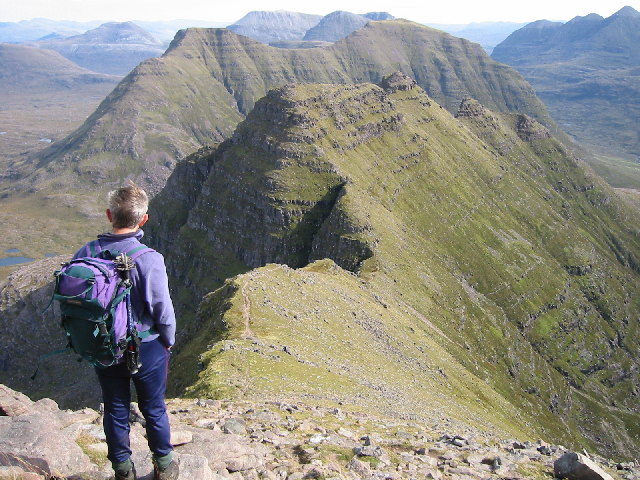
Die Horns of Alligin vom Sgùrr Mhòr aus gesehen
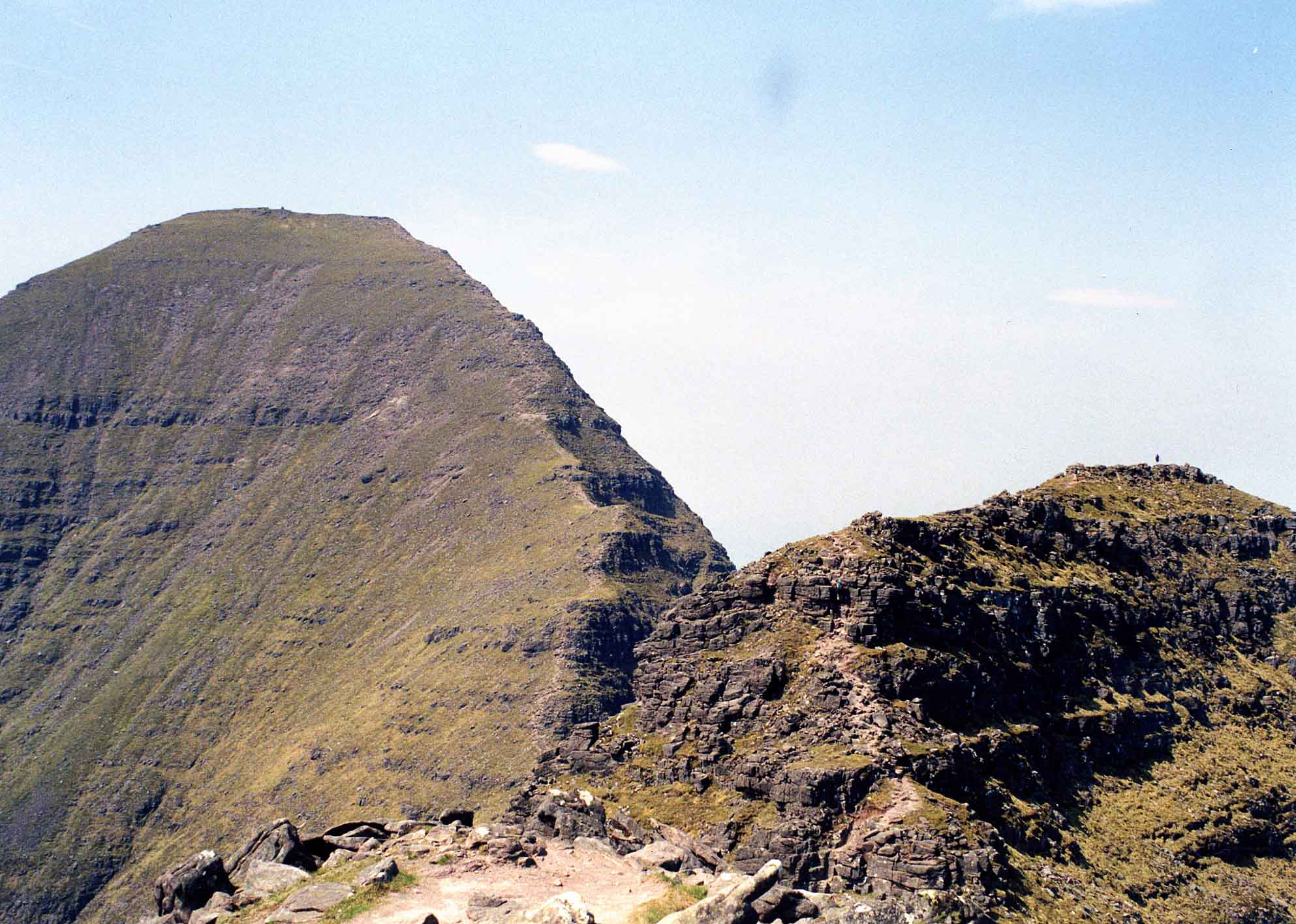
Blick zum Sgùrr Mhòr von den Horns of Alligin
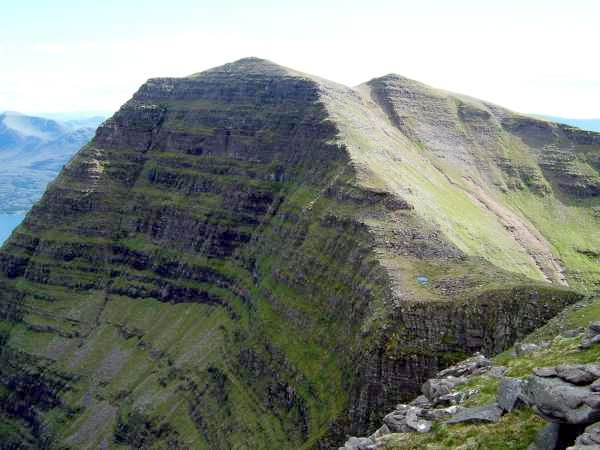
Der Tom na Gruagaich von Norden
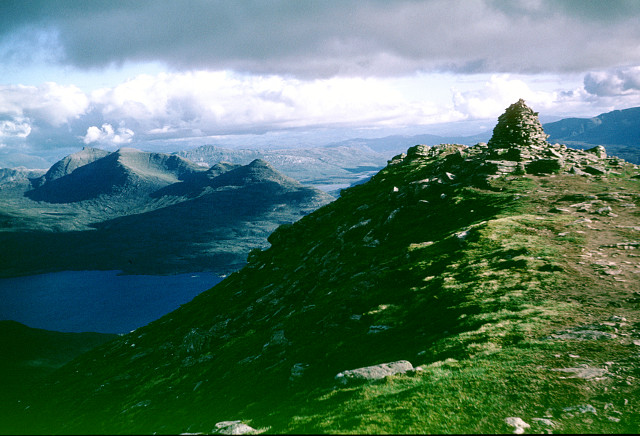
Der Gipfelcairn des Sgurr Mhòr, im Hintergrund Loch Torridon

Das gesamte Massiv ist ein beliebtes Ziel für Wanderer und Bergsteiger, zumal der Beinn Alligin als technisch leichtester der drei großen Berge von Torridon (die beiden anderen sind der Liathach und der Beinn Eighe) gilt. Für Bergsteiger und Munro-Bagger sind die beiden Munros des Beinn Alligin das bevorzugte Ziel, diese sind am besten von Süden zugänglich. An der schmalen Single track road von Torridon nach Lower Diabaig entlang des Nordufers von Loch Torridon befindet sich am Beginn des Zustiegs ein Parkplatz.